# 安藤あき子
安藤 あき子（あんどう あきこ、1972年7月26日 - ）は、日本の女優である。かつては本名の安藤 晃子で活動していた。愛知県一宮市出身。1992年のミス・ユニバース日本代表としても知られる。

## ミス・ユニバース
1992年のミス・ユニバース日本代表となった安藤は、同年5月にタイのバンコクにあるクイーン・シリキット・ナショナル・コンベンション・センターで行われたミス・ユニバース1992世界大会に出場した。同大会ではセミファイナルへの入賞はならず、無冠であった。当時は名古屋聖霊短期大学の学生であった。

## 出演

### テレビ番組
- とうかい発見伝（1992年、NHK総合）
- サイエンスアイ（1997年 - 1999年、NHK教育）

### テレビ映画
- 将軍の隠密!影十八 第1話「闇裁き・花嫁衣装を待つ女」（1996年1月27日、ANB） - 小桃 役
- 京都埋蔵金伝説殺人事件 2億の秘宝をめぐる連続殺人！（1996年4月15日、TBS）
- 都祇園入り婿刑事事件簿２「老舗和菓子屋の女将は祇園一の魔性の女と呼ばれていた!!過去の悲劇を背負って生きる女達…連続殺人犯にムコ殿が挑む」（1997年10月3日、フジテレビ）
- 暴れん坊将軍（ANB / 東映）
  - 暴れん坊将軍VI 〜 暴れん坊将軍VII - 御庭番・小雪 役
  - 暴れん坊将軍IX 第26話「消えた香炉 正直三姉弟の災難」（1999年6月24日） - お杏 役

### テレビドラマ
- 刑事追う 第24話（1996年、テレビ東京）
- 火曜サスペンス劇場 小京都ミステリー19（1997年、日本テレビ） - 原田あかり 役
- エコエコアザラク 第10話 - 第12話（1997年、テレビ東京） - 篠原比呂 役
- ねらわれた学園 （1997年、テレビ東京系） - 岡嶋豊美 役
- せつない 〜TOKYO HEART BREAK〜 第11話「オンライン」（1998年、テレビ朝日）

### Vシネマ
- どチンピラ16 おいしい獲物（1996年、Softgarage）

### 映画
- 攻略の掟 怒涛のオープンチャッカー打法 [2]（1998年、徳間ジャパンコミュニケーションズ）

### CM
- サントリー

### ファッション雑誌
- ViVi